# 何宏
何宏（？—？），字道充，廣東廣州府順德縣黃連人，軍籍，明朝政治人物。

## 生平
宣平縣知縣何昌之孫。正德二年（1507年）丁卯科廣東鄉試舉人，授通州学正，与通州知州夏邦谟争论文庙献礼，丁忧归乡。起补泰州学正，迁六合县知县。嘉靖九年（1530年）十一月选授南京江西道试监察御史，十年（1531年）十二月因劾奏陕西三边总制王琼被逮捕下狱，不久释放。十六年（1537年）九月因应天府乡试录违式，被逮问，纳赎还职，出为湖广德安府知府。

## 家族
從弟何鰲，正德三年進士，官至湖廣左布政使；何鮤，嘉靖八年進士，官至兵部主事。